# ルリアニック・カバラ
ルリアニック・カバラ（Lurianic Kabbalah）は、創始者のユダヤ教ラビであるイツハク・ルリア（1534年–1572年）に因んで名付けられたカバラの流派。
ルリアニック・カバラは、創造の起源に関する新しい教義と、存在と意識の2つの典型的な精神状態を表すעולם התהוとעולם התיקוןの概念について説明している。これらの概念は、イツハク・ルリアによるゾーハルの解釈に由来している。ルリアの考えの主な唱道者は、カラブリアのラビであるハイム・ベン・ヨセフ・ビタールだった。彼は、ルリアの体系の正統な解説者であると主張したが、この主張に異議を唱える者もいた。
ゾーハルのそれまでの解釈学は、ルリア以前に、ツファットのモーセ・コルドベロの合理主義に影響を受けたスキームで最高潮に達した。コルドベロとルリアの両方の体系は、中世のユダヤ哲学の初期の卓越性に匹敵する神学的体系をカバラに与えた。16世紀のツファットにおける神秘主義的なルネッサンスの影響下で、ルリアニズムは、学識者と大衆の両方で、近世におけるほぼ主流のユダヤ教神学の一部をなした。調和的で、コルドベロ主義よりも進歩的と見なされたルリアのスキームは、ほとんどコルドベロ主義を置き換え、ユダヤ神秘主義のその後の発展の基礎となった。ゾーハルはルリアの言葉で解釈され、後に秘教のカバリストはルリアの体系内で神秘主義の理論を拡張した。シャブタイ派の神秘主義の伝統もまた、ルリアのメシア主義に由来するが、ハラーハーの遵守とカバラの関係については異なる見解を持っていた。 